# William Read Scurry
William Read Scurry (Gallatin (Tennessee); 10 de febrero de 1821-Jenkins Ferry; 30 de abril de 1864) fue un político y general de Texas en el Ejército Confederado durante la guerra civil estadounidense .

## Biografía
Scurry nació en 1821. Fue hijo de Thomas J. Scurry y Catherine Scurry, Su nombre de nacimiento fue Bledsoe. Era el hermano menor de Richardson A. Scurry (1811–1862).
En junio de 1839 se instaló en la República de Texas . El 1 de enero de 1840 fue registrado como terrateniente. Fue admitido como abogado y en 1841 fue nombrado fiscal de distrito. Scurry se convirtió en 1842 en partidario de Thomas Jefferson Rusk; de 1843 a 1844 Scurry fue miembro del Congreso de la República de Texas y representó allí el condado de Red River. Apoyó la anexión de Texas por parte de los Estados Unidos. Scurry entró como voluntario en el 2. Regimiento de Voluntarios Montados de Texas y participó en la Guerra México-estadounidense. En julio de 1846 él fue ascendido a mayor . Después de la guerra, Surry se convirtió en abogado en Clinton y fue copropietario y coeditor del Austin State Gazette. En 1854 vendió sus acciones en el diario. En 1856 participó en la convención del Partido Demócrata para la nominación del candidato de Texas. En 1861, Scurry asistió a la convención que votó a favor de que Texas se separara de la Unión y se uniera a los Estados del Sur .
En julio de 1861 ingresó al 4. Regimiento de Caballería de Texas con el grado de teniente coronel. Durante la campaña de Nuevo México Scurry estuvo al mando de las fuerzas confederadas en la batalla del Paso de la Glorieta el 28 de marzo de 1862. Fue ascendido a coronel el mismo día de la batalla. El 12 de septiembre de 1862, Scurry se convirtió en general de brigada. Scurry participó en la recuperación de Galveston, Texas, el 1 de enero de 1863. En octubre de 1863 Scurry fue nombrado comandante de la 3. Brigada de la División de Texas de Walker. Estuvo al mando de esta brigada durante las batallas de Mansfield y Pleasant-Hill en 1864. Después de estas batallas Scurry se volvió contra el VII. Cuerpo de EE.UU, que estaba al mando de Frederick Steele y actuaba desde Arkansas. Luego su fuerza marchó hacia el noreste de Texas. 
El 30 de abril de 1864 Scurry resultó herido en la batalla de Jenkins Ferry y sucumbió a sus heridas después de que terminase la batalla. Fue enterrado en el cementerio estatal de Austin en mayo de 1864, en la que el vicegobernador Fletcher S. Stockdale pronunció la oración fúnebre. 

## Honores
En honor de William Read Scurry se nombró el condado de Scurry en Texas después de la guerra. También se erigió después de la guerra un pozo de mármol blanco de trece pies de altura sobre su tumba.